# Ostrzeszewo
Ostrzeszewo (deutsch Elisenhof) ist ein Ort in der polnischen Woiwodschaft Ermland-Masuren. Er gehört zur Gmina Purda (Landgemeinde Groß Purden) im Powiat Olsztyński (Kreis Allenstein).

## Geographische Lage
Ostrzeszewo liegt 750 Meter nördlich des Skanda-Sees (polnisch Jezioro Skanda) im Westen der Woiwodschaft Ermland-Masuren, unmittelbar am Rand der Stadt Olsztyn (deutsch Allenstein), bis zu deren Zentrum es vier Kilometer sind.

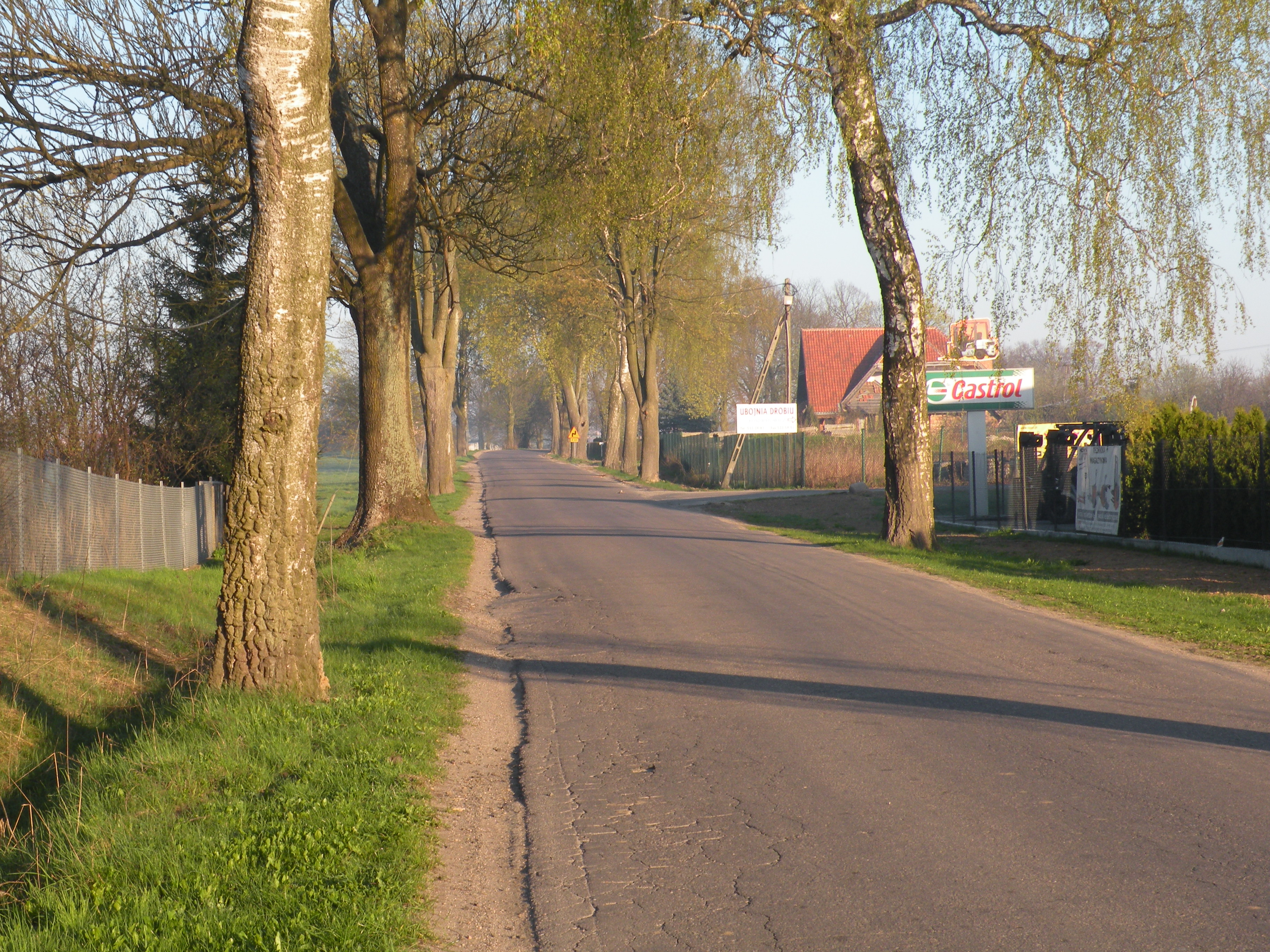
Dorfstraße in Ostrzeszewo

|  |

## Geschichte
Erst am 5. August 1846 hieß der Gutsort Elisenhof den Namen „Elisenhof“ und gehörte zum Ortspolizeibezirk Allenstein. 1857 wurde der Ort ein Etablissement zur Stadt Allenstein mit 84 Bewohnern, und der Leutnant Gisevius, Bruder des Landrats, wurde Gutsbesitzer. Bei der Volkszählung am 3. Dezember 1861 galt Elisenhof als Abbau der Stadt Allenstein.
Im Jahre 1881 wurde Elisenhof aus dem Ortspolizeibezirk Allenstein in den Amtsbezirk Kleeberg (polnisch Klebark Wielki) im Kreis Allenstein umgegliedert. 74 Einwohner zählte der Gutsbezirk Elisenhof im Jahre 1910.
Am 30. September 1928 verlor Elisenhof seine Eigenständigkeit und wurde nach Klein Kleeberg (polnisch Klebark Mał) eingemeindet.
In Kriegsfolge wurde 1945 das gesamte südliche Ostpreußen an Polen überstellt. Elisenhof erhielt die polnische Namensform „Ostrzeszewo“ und ist heute eine Ortschaft im Verbund der LandgemeindenPurda (Groß Purden) im Powiat Olsztyński (Kreis Allenstein), von 1975 bis 1998 der Woiwodschaft Olsztyn, seither der Woiwodschaft Ermland-Masuren zugehörig. Im Jahre 2011 hatte Ostrzeszewo 274 Einwohner.

## Kirche

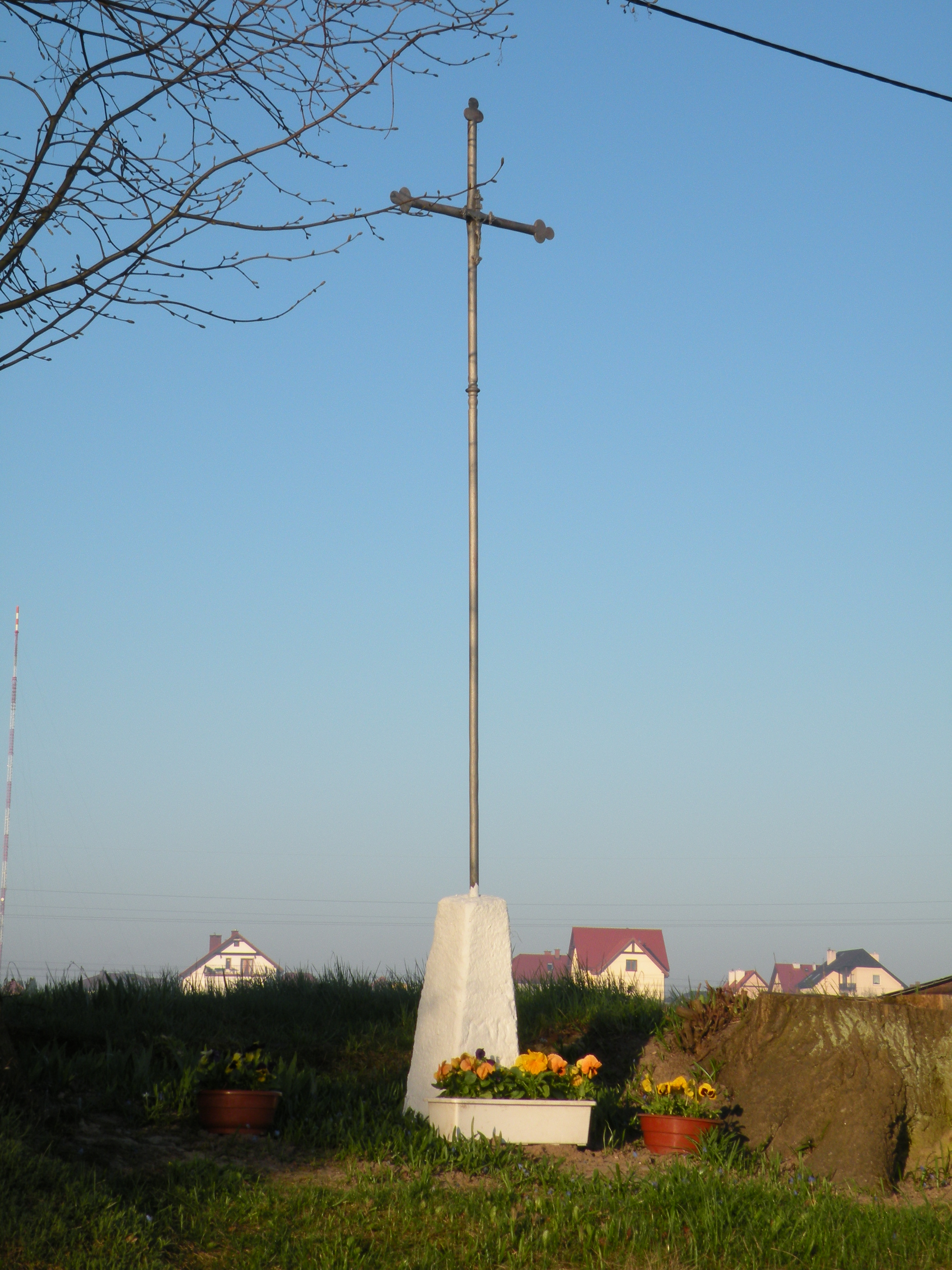
Wegekreuz in Ostrzeszewo

Bis 1945 war Elisenhof in die evangelische Kirche Allenstein in der Kirchenprovinz Ostpreußen der Kirche der Altpreußischen Union, außerdem in die römisch-katholische Kirche Groß Kleeberg im damaligen Bistum Ermland eingepfarrt.
Der Bezug zu beiden Kirchen gilt auch heute für Ostrzeszewo: zur evangelischen jetzt Christus-Erlöser-Kirche genannten Kirche in Olsztyn, jetzt der Diözese Masuren der Evangelisch-Augsburgischen Kirche in Polen zugeordnet, und zur katholischen Pfarrkirche in Klebark Wielki, jetzt im Erzbistum Ermland gelegen.

## Verkehr
Ostrzeszewo liegt an einer Nebenstraße, die im Stadtteil Olsztyn Mazurskie die Stadt verlässt und über Klebark Wielki (Groß Kleeberg) und Patryki (Patricken) bis nach Podlazy (Podlassen, 1938 bis 1945 Klausenhof) führt.
Durch Ostrzeszewo verläuft die Bahnstrecke Olsztyn–Ełk, allerdings ohne Halt. Die nächsten Bahnstationen sind Klewki (Klaukendorf) und Olsztyn (Allenstein).